# Skørping Nykirke Kirkedistrikt
Skørping Nykirke Kirkedistrikt er omdannet pr. 1/10-2010 og Skørping Nykirke er teknisk overført til Skørping Sogn.
Skørping Nykirke Kirkedistrikt var et sogn i Rebild Provsti (Aalborg Stift). Sognet lå i Rebild Kommune. I Skørping Nykirke Kirkedistrikt lå Skørping Nykirke.